# Rudolf Dominik
Rudolf Dominik, křtěný Rudolf Eduard (6. října 1889 Boskovice – 23. července 1951 Praha) byl československý politik a meziválečný poslanec Národního shromáždění za Národní obec fašistickou. Byl také děkanem a profesorem správní vědy a správního práva na Právnické fakultě Masarykovy univerzity v Brně.

## Biografie
Rudolf Dominik se narodil v Boskovicích v rodině c.k. berního adjunkta Rudolfa Dominika a jeho ženy Anny rodem Hádrové z Letovic. Profesí byl univerzitní profesor a zastával i akademické posty. V letech 1930–1931 a 1939–1940 byl děkanem právnické fakulty Masarykovy univerzity v Brně. Podle údajů z roku 1935 bydlel v Brně-Žabovřeskách. Ve volbách rektora Masarykovy univerzity pro akademický rok 1939/1940 pro svou politickou orientaci neuspěl, místo něj byl znovu zvolen Arne Novák.
V době procesu s Radolou Gajdou (kvůli takzvanému Židenickému puči v roce 1933) byl přísedícím soudu. Na protest proti nátlaku na vedení soudu ze strany sociálních demokratů přestoupil po skončení procesu ze sociální demokracie do Národní obce fašistické. Za Národní obec fašistickou se pak v parlamentních volbách v roce 1935 stal poslancem Národního shromáždění. Poslanecké křeslo si oficiálně podržel do zrušení parlamentu 1939, přičemž v prosinci 1938 ještě přestoupil do poslaneckého klubu nově ustavené Strany národní jednoty.
Po válce byl za zločiny proti státu odsouzen k těžkému žaláři na dva roky a k pozbytí občanských práv (volební právo, veřejné funkce a akademické hodnosti) na deset let.

## Dílo
- Poměr mezi státem a náboženskými společnostmi a jeho budoucí úprava v Českoslov. republice (1919) [8]
- Správní právo – část zvláštní (1920) [9]
- Základy správního práva (1922) – studijní příručka pro posluchače práv, Část zvláštní: Jednotlivé obory vnitřní státní správy [10]
- Obecný zákoník obchodní platný v historických zemích Československé republiky (1927) – se zákony úvodními, zejména zákonem ze dne 17. prosince 1862 č. 1 ř. z. ex 1863: Předpisy o obchodním rejstříku, o akciových společnostech a o železniční dopravě [11]
- Nástin československého práva bankovního a bursovního (1929) [12]
- Samospráva vysokých škol a její reforma (1936) [13]

### Překlady a spoluautorská vydání
- Grundriss des čechoslovakischen Verwaltungsrechtes (1922) [14]
- Soustava občanského práva (1922) [15]